# بوب جيرارد
بوب جيرارد هو لاعب هوكي الجليد كندي، ولد في 12 أبريل 1949 في مونتريال في كندا، وتوفي في 5 نوفمبر 2017.

## وصلات خارجية
- بوب جيرارد على موقع دوري الهوكي الوطني (الإنجليزية)
- بوب جيرارد على موقع قاعة مشاهير الهوكي (لاعب أن.إتش.أل) (الإنجليزية)
- بوب جيرارد على موقع EliteProspects.com (الإنجليزية)
- بوب جيرارد على موقع HockeyDB.com (الإنجليزية)
- بوب جيرارد على موقع Hockey-Reference.com (الإنجليزية)